# وینسنت وان پاتن
 وینسنت وان پاتن (انگلیسی: Vincent Van Patten؛ زاده ۱۷ اکتبر ۱۹۵۷) یک تنیس‌باز اهل ایالات متحده آمریکا است.